# Монте Кастело (Форли-Чезена)
Монте Кастело (итал. Monte Castello) је насеље у Италији у округу Форли-Чезена, региону Емилија-Ромања.
Према процени из 2011. у насељу је живело 924 становника. Насеље се налази на надморској висини од 165 м.